# André Sogliuzzo
André Sogliuzzo (New York, 10 agosto 1966) è un attore, doppiatore e comico statunitense.

## Filmografia

### Live-action
- Bubba Ho-Tep - Il re è qui – Narratore
- Cani & gatti - La vendetta di Kitty – Snobby K-9 (voce)
- Iron Will - Volontà di vincere – giovane sul vagone
- Riccardo III - Un uomo, un re – Messaggero
- La grande partita – Henry Kissinger (voce, non accreditato)
- Nemico pubblico - Public Enemies – annunciatore del Movie Theater
- S.K.C. – agente
- The Express – John F. Kennedy (voce)
- Transformers - La vendetta del caduto – Sideswipe (voce)
- You and I – istruttore inglese (voce)
- C'è posta per te – cameriere del Cafe Lalo

### Film
- Bilal: A New Breed of Hero – Umayya
- Elena e il segreto di Avalor – Alakazar
- Gnomes and Trolls: The Secret Chamber – Fassa
- Justice League: Gods and Monsters – Cop, Darkseid, Mr. Guerra
- Boog & Elliot a caccia di amici – voci aggiuntive
- Boog & Elliot 3 – McSquizzy
- Polar Express – Fumino, Sbuffino (voce)

### Cartoni animati
- American Dad! – George Clooney, Blind Jimmy, Dill Sheppard, Large Monty
- Avatar - La leggenda di Aang – Hakoda, King Bumi, Capitano di Dai Li
- Avengers Assemble – Igor Drenkov (Ep. "Dehulked")[1]
- Brandy & Mr. Whiskers – Gaspar Le Gecko, Eagle, Camera Monkey, Announcer, Terrified Rodent, Scatmate
- Bravest Warriors – Pilot, Chamsy, Aliens, Bunmaster #1, Hobo
- Celebrity Deathmatch – Al Pacino, Robin Williams, Billy Crystal, Michael Jackson, Antonio Banderas, Charlton Heston, Mahatma Gandhi, Paul Hogan, Martin Scorsese, Donny Osmond, Dennis Miller, Eric Roberts, voce telefonica di Scream. vari
- Chozen – voci aggiuntive
- Leone il cane fifone – voci aggiuntive
- Elena di Avalor – Re Verago
- I Griffin – Mel Gibson, voci aggiuntive
- Father of the Pride – voci aggiuntive
- Fuori di zukka – Kobe, Glug Glug, Sperm
- G.I. Joe: Renegades – maggiore Sebastian Bludd
- Glenn Martin, DDS – voci aggiuntive
- Harvey Beaks – Jean Luc, Steampunk, annunciatore TV, Bug #1, Plant Elder[2]
- Harvey Birdman, Attorney at Law – Dynomutt, Avenger, Pope, Co-Worker
- Invader Zim – agente Squidman, Voce TV #1, Dad Grout, annunciatore, Dubbed Poop Dawg, capitano Shift, Conte Cocofang, Clerk
- Le avventure di Jackie Chan – Hsi Wu, Shin, Hirsch, Monk, Dui Gui, Dai Gui, Seymore
- Justice League – agente SWAT, soldato Gorilla, Vendor
- Kung Fu Panda - Mitiche avventure – Tai Lung (Ep. "Master and the Panda")
- Phineas and Ferb: Star Wars – voci aggiuntive
- Random! Cartoons – Yaki, annunciatore (Ep. "Yaki & Yumi")
- Rocket Power - E la sfida continua... – Buick, Riptide, Old Lifeguard #2 (Ep. "To Be Otto, Not to Be/Reggie/Regina")
- Samurai Jack – Stitches, tassista (Ep. "XII")
- SpongeBob SquarePants – Stunt Gorilla (Ep. "Born Again Krabs/I Had an Accident")
- Star Wars: Clone Wars – Fordo, Captain Typho, Commander Cody, Clone Lieutenant, Battle Droids, Clone Troopers
- Star Wars Rebels – Capitano Slavin
- Stuart Little – Monty
- Le avventure del gatto con gli stivali – Thieves, Masked Thief, Trolbard[3]
- The Batman – Duncan (Ep. "The Butler Did It")
- The Cleveland Show – Robert Redford, insegnante (Ep. "Birth of a Salesman")
- Transformers: Robots in Disguise – Clawtrap
- Unsupervised – Sid
- Whatever Happened to Robot Jones? – Nuts, Stephen (Ep. "Working Order/Garage Band")
- Andy il re degli scherzi – voci aggiuntive
- Winx Club – Re Radius
- Wolverine e gli X-Men – Arclight

### Videogiochi
- 50 Cent: Bulletproof – Cop
- Age of Empires III – Napoleone
- Alpha Protocol – Sean Darcy
- Anki Overdrive – Breach
- Assassin's Creed II – dottore, voci aggiuntive
- Assassin's Creed: Brotherhood – dottori, voci aggiuntive
- Assassin's Creed: Revelations – voci aggiuntive
- Avatar: The Game – Tan Jala, Na'vi, RDA
- Avatar: The Last Airbender – King Bumi, voci aggiuntive
- Avatar: The Last Airbender – Into the Inferno – Hakoda
- Avatar: The Last Airbender – The Burning Earth – Re Bumi, Re della Terra, voci aggiuntive
- Batman: Arkham Knight – Firefighter Cannon, Firefighter Leary-Wood, scagnozzi di Harley, scagnozzi di Joker
- Battlefield 3 – Dmitri "Dima" Mayakovsky[4]
- Brave: The Search for Spirit Dancer – Hooded Crow, Eagle Spirit Villager
- Brütal Legend – Ratguts
- Call of Duty – voci aggiuntive
- Call of Duty: United Offensive – Pvt. Goldberg, voci aggiuntive
- Captain America: Super Soldier – Arnim Zola[4]
- Cars 2 – voci aggiuntive
- Clash of the Titans – Draco, Ozal, Fisherman, Spirits
- Command & Conquer: Renegade – Gunner
- Company of Heroes – voci aggiuntive
- Condemned 2: Bloodshot – Ethan Thomas, Masked Man, The Alcohol Demon
- Crash Nitro Kart – Norm, Zem
- Crash Team Racing Nitro-Fueled - Big Norm, Velo, Zem, voci aggiuntive
- Crysis – maggiore Strickland
- Darksiders II – Karn, The Mad Smith
- Dead Island: Riptide – Dr. Kessler, vari personaggi
- Dead Rising 3 – voci aggiuntive
- Dead to Rights: Retribution – voci aggiuntive
- Destroy All Humans! – Presidente Huffman, Harold Turnipseed
- Destroy All Humans! Path of the Furon – C. Curt Calvin
- Diablo III – voci aggiuntive
- Diablo III: Reaper of Souls – voci aggiuntive
- Dirge of Cerberus: Final Fantasy VII – voci aggiuntive
- Dishonored – Aristocrat, Weeper
- Disney Infinity – voci aggiuntive
- Doom 3 – voci aggiuntive
- Doom 3: BFG Edition – voci aggiuntive
- Doom 3: Resurrection of Evil – voci aggiuntive
- Dreamfall Chapters – Blind Bob
- Dreamfall: The Longest Journey – Blind Bob
- Eat Lead: the Return of Matt Hazard – Capitano Carpenter, scaricatore di porto, programmatore
- Enemy Territory: Quake Wars – Strong Technician
- Enter The Matrix – voci aggiuntive
- Epic Mickey 2: The Power of Two – voci aggiuntive
- EverQuest II – Cap. Rockbelly, Sneed Galliway, Wesaelan Brookshadow, mercante di legno elfo generico, mercante di legno orco generico, mercante di legno gnomo generico, mercante di legno elfo alto generico, orco maschio generico, nemico zombie generico, nemico troll generico, statua vivente nemica generica, troglodita nemico generico, nemico Boarfiend generico
- Evil Dead: A Fistful of Boomstick – voci aggiuntive
- I Fantastici 4 – Diablo, voci aggiuntive
- F.E.A.R. – Delta Force, voci aggiuntive
- Final Fantasy X – Zuke
- Final Fantasy XIII – Bartholomew Estheim
- Fragments of Him – Harry (versione prototipo)
- Freedom Fighters – voci aggiuntive
- Ghost Hunter – capo Rednech, guardiano elettrico
- Ghostbusters: The Video Game – voci aggiuntive[5]
- Gladius – Urlan
- GoldenEye: Rogue Agent – voci aggiuntive
- Gothic 3 – voci aggiuntive
- Grand Theft Auto V – cittadini
- Guild Wars 2 – Eltok, Oliver, Ahai Tamini
- Guild Wars: Eye of the North – Gadd, Torg, Egil
- Indiana Jones e l'antico cerchio - Ernesto
- Dalla Russia con amore – voci aggiuntive
- Kinect Sports: Season Two – Baseball Umpire
- Kingdom Hearts Birth by Sleep - pattuglia dello Spazio Assoluto
- Kingdoms of Amalur: Reckoning – Adessa Citizen, Apule Vire, Borri Kura, Brok Almar, Courdan Passant, Grian Shane, Kester Barclay, Manon Souris, Wyl Rendig, Ysa Citizen
- Kingdom Under Fire: Circle of Doom – Bertrand, Walter
- Knights Contract – Heinrich Hoffmann / Inquisitore
- Kung Fu Panda: Showdown of Legendary Legends – Li, Shen
- Legend of the Guardians: The Owls of Ga'Hoole – Additional Voices
- Lego Dimensions – Lord Garmadon, Munchkin Mayor, Bezar, Vigo, Joker (The Lego Batman Movie)
- Lego Ninjago: Nindroids – Lord Garmadon, Cyrus Borg
- Lego Star Wars: The Force Awakens – Mi'no Teest
- Lightning Returns: Final Fantasy XIII – voci aggiuntive
- Madagascar – pipistrello, marinaio, Cool Dude, Drunk Bum
- Mafia II – Luca Gurino, Carlo Falcone
- Mafia III – voci aggiuntive
- Medal of Honor: Pacific Assault – voci aggiuntive
- Medal of Honor: Rising Sun – Donny Griffin
- Men of Valor – Harlen, Aussie #1
- Metro: Last Light – voci aggiuntive
- Minority Report: Everybody Runs – voci aggiuntive
- MTX Mototrax – voci aggiuntive
- Narc – Jose the Hook, Cop, Thug
- Need for Speed: Most Wanted – Rog, narratore
- Night at the Museum: Battle of the Smithsonian – Al Capone, Egyptian Spearman, Ben Franklin
- No One Lives Forever 2: A Spy in H.A.R.M.'s Way – Magnus Armstrong
- Operation Flashpoint: Red River – HQ
- Payday 2 – Scarface
- Pirates: The Legend of Black Kat – Duncan, Marcus Deleon
- Prison Break: The Conspiracy – voci aggiuntive
- Project: Snowblind – Lt. Nathan Frost
- Prototype 2 – voci aggiuntive
- Psychonauts – Fred, Napoleon Bonaparte
- Puss in Boots – Puss in Boots
- Quake 4 – Corporal Alejandro Cortez
- Rango – Wounded Bird, Shooter #2, Jumper #4,
- Ratchet: Deadlocked – Ace Hardlight
- Rise to Honor – voci aggiuntive
- Saints Row – Stilwater's Residents
- Saints Row 2 – Additional Voices
- Scarface: The World Is Yours – Tony Montana
- Scooby-Doo! and the Spooky Swamp – Emilio Gonzalez
- Secret Weapons Over Normandy – voci americane #3
- Sekiro: Shadows Die Twice – Isshin Ashina
- Shark Tale – voci aggiuntive
- Shrek 2 – Gatto con gli stivali, Troll, Treants, Papa Bear, Mr. Hood
- Shrek e vissero felici e contenti – Gatto con gli stivali
- Shrek n' Roll – Gatto con gli stivali, Evil Tree #1
- Shrek SuperSlam – Gatto con gli stivali, Robin Hood
- Shrek terzo – Gatto con gli stivali, capitano Jock, Pirata #1, alberi malvagi
- Shrek's Carnival Craze – Gatto con gli stivali
- Singularity – voci aggiuntive
- Skylanders: Giants – Camo, Voodood
- Skylanders: Imaginators – Camo, Voodood
- Skylanders: Spyro's Adventure – voci aggiuntive
- Skylanders: SuperChargers – Camo
- Skylanders: Swap Force – Camo, Voodood
- Skylanders: Trap Team – Camo, Voodood
- SOCOM: U.S. Navy SEALs Fireteam Bravo 3 – LONESTAR
- Spawn: Armageddon – Mammon, voci aggiuntive
- Spider-Man 3 – voci aggiuntive
- Spider-Man: Edge of Time – voci aggiuntive
- Spyro: A Hero's Tail – Sparx la libellula
- Spyro: Enter the Dragonfly – Sparx la libellula, altre libellule, voci aggiuntive
- Spyro Reignited Trilogy – Sparx la libellula
- Spyro: Year of the Dragon – Sparx la libellula, Bartholomew lo Yeti, voci aggiuntive
- StarCraft II: Wings of Liberty – voci aggiuntive
- Star Wars: Knights of the Old Republic – Master Dorak, Bounty Hunter
- Star Wars: Knights of the Old Republic II: The Sith Lords – ufficiale della Czerka, squadra di recupero della Czerka, mercenari, Patron, maestro della corsa, Rutum, recuperatori
- Star Wars: The Clone Wars – cloni, Cydon Prax
- Tak: The Great Juju Challenge – Bartog
- Tales of Symphonia – Forcystus
- Teenage Mutant Ninja Turtles (3DS) – Slash
- Teenage Mutant Ninja Turtles (Mobile) – Leatherhead, Purple Dragons, Rocksteady
- The Bourne Conspiracy – voci aggiuntive
- The Darkness II – Frank, voci aggiuntive
- The Elder Scrolls V: Skyrim – Khajiit maschi
- The Elder Scrolls Online – voci aggiuntive
- The Hobbit – Bard, Ugslap
- The Legend of Korra – Chi-Blocker #1, Triad #1, Pro-Bender #1
- Il Signore degli Anelli: La battaglia per la Terra di Mezzo – Orchi
- Il Signore degli Anelli: La battaglia per la Terra di Mezzo 2 – Gorkil the Goblin King, Orchi
- The Polar Express – Smokey, Steamer
- The Saboteur – Jules, Luc
- The Scorpion King: Rise of the Akkadian – Desert Hermit, Minoian Soldier, Dice Man #2
- The Secret World – Dave Screed, Sandy "Moose" Jansen, Nicholas Winter, Abdel Daoud, Senator Henry Philips Cicero, Milosh, Irusan, Daimon Kiyota, John, voci aggiuntive
- The Smurfs 2 – Gargamel[4]
- The Sopranos: Road to Respect – Anzallata Twins
- Titan Quest – voci aggiuntive
- Titan Quest: Immortal Throne – voci aggiuntive
- Transformers: Devastation – Thundercracker, Scavenger, Seeker #2
- True Crime: Streets of LA – voci aggiuntive
- Turning Point: Fall of Liberty – Weinberg
- Unit 13 – Alabama
- Vampire: The Masquerade – Bloodlines – Mercurio, Caine, Bruno, Victor, Zhao
- Watchmen: The End is Nigh – voci aggiuntive
- WildStar – Mordesh Male, Falkrin Male, Lopp Male
- Wolfenstein: The New Order – voce demoniaca
- World in Conflict – voci aggiuntive
- World in Conflict: Soviet Assault – voci aggiuntive
- World of Warcraft – Allaris Narassin, Arluin, Advisor Vandros, Grumbol Grimhammer
- World of Warcraft: Battle for Azeroth – Grumbol Grimhammer
- X-Men: Destiny – Colosso, Luis Reyes, Additional Voices[4]
- X-Men Legends – Angelo, Morlock Thief, Sentinelle del futuro
- Yakuza – voci aggiuntive